# Novomîkilske, Krasnohvardiiske
Novomîkilske (în ucraineană Новомикільське) este un sat în comuna Rivne din raionul Krasnohvardiiske, Republica Autonomă Crimeea, Ucraina.

## Demografie
Componența lingvistică a localității Novomîkilske
     Tătară crimeeană (51,55%)
     Rusă (34,02%)
     Ucraineană (12,16%)
     Alte limbi (0,41%)
Conform recensământului din 2001, majoritatea populației localității Novomîkilske era vorbitoare de tătară crimeeană (51,55%), existând în minoritate și vorbitori de rusă (34,02%) și ucraineană (12,16%).